# برات صادق
برات صادق (آلبانیایی: Berat Sadiku؛ زادهٔ ۱۴ سپتامبر ۱۹۸۶) بازیکن فوتبال آلبانیایی‌تبار اهل فنلاند است.
از باشگاه‌هایی که در آن بازی کرده‌است می‌توان به باشگاه فوتبال هلسینکی، باشگاه فوتبال کوپیون پالوسئورا، باشگاه فوتبال کریلیا سووتوف سامارا، باشگاه فوتبال آرمینیا بیله‌فلد، باشگاه فوتبال تون، و باشگاه فوتبال زولته وارخم اشاره کرد.
وی همچنین در تیم‌های ملی فوتبال زیر ۲۱ سال فنلاند و فنلاند بازی کرده‌است.